# Maurizio Pollini
Maurizio Pollini (n. 5 ianuarie 1942, Milano, Regatul Italiei – d. 23 martie 2024, Milano, Italia) a fost un pianist și dirijor italian.

## Biografie
Pollini s-a născut în Milano, tatăl lui fiind arhitectul Gino Pollini. Până la vârsta de 13 ani Maurizio a studiat pianul cu Carlo Lonati, apoi până la vârsta de 18 ani cu Carlo Vidusso. În 1960 a absolvit Conservatorul din Milano, a câștigat Concursul internațional pentru pian Frédéric Chopin din Varșovia și a debutat la Scala din Milano, interpretând Concertul nr.1 pentru pian de Fr. Chopin avându-l la pupitru pe Sergiu Celibidache, continuându-și apoi studiile cu Arturo Benedetti Michelangeli.
De la mijlocul anilor '60, a dat recitaluri și a apărut alături de cele mai mari orchestre din Europa, Statele Unite și Orientul Îndepărtat. A debutat în America în 1968 iar primul turneu în Japonia l-a susținut în 1974.
Pollini este renumit ca interpret al muzicii lui Beethoven, Schubert, Chopin, Schumann, Brahms, Schoenberg, Webern și a unor compozitori moderni ca Pierre Boulez, Luigi Nono și Karlhienz Stockhausen. Compoziții moderne importante au fost scrise pentru Pollini, printre care ...sofferte onde serene... de Luigi Nono, Masse: omaggio a Edgard Varese de Giacomo Manzoni și Sonata a cincea de Salvatore Sciarrino. Recunoscut pentru tehnica sa excepțională, Pollini este uneori acuzat de conservatorism emoțional. Dirijează operă și lucrări pentru orchestră simfonică, uneori conducând orchestra de la pian în concerte. Primul lui disc pentru Deutsche Grammophon din 1971, ce cuprinde trei părți din Petrușca de Stravinsky și Sonata a șaptea de Prokofiev, este încă considerată un punct de referință în discografia secolului al XX-lea. De atunci a fost unul dintre cei mai importanți pianiști care înregistrează pentru Deutsche Grammophon. În 1985, cu ocazia tricentenarului Bach, a interpretat primul caiet din Clavecinul bine temperat. În 1987 a cântat toate Concertele pentru pian de Beethoven la New York cu Filarmonica din Viena dirijată de Claudio Abbado. În 1993/1994 a cântat pentru prima oară toate Sonatele pentru pian de Beethoven la Berlin și Munchen, după care le-a cântat și la New York, Milano, Paris, Londra și Viena. În 1995 a inaugurat la Festivalul de la Salzburg „Progetto Pollini”, o serie de concerte în care sunt juxtapuse lucrări vechi și noi. O experiență similară a avut-o la Carnegie Hall în 2000/2001 cu „Perspectives: Maurizio Pollini”. În 1996 a primit Premiul Ernst von Siemens, echivalentul Pemiului Nobel în muzică. În anul 2001 discul cu Variațunile Diabelli de Beethoven în interpretarea sa a câștigat Diapason d'Or. În 2002 Deutsche Grammophon a realizat 13 CD-uri aniversare pentru a sărbători a șaizecea zi de naștere a maestrului.
În 2007, Pollini a primit Premiul Grammy pentru Cea mai bună interpretare a unui solist instrumentist (fără orchestră) pentru înregistrarea nocturnelor de Chopin realizată la Deutsche Grammophon.